# Чемпіонат Європи з баскетболу 2025
Чемпіонат Європи з баскетболу 2025 або Євробаскет 2025 — 42-й турнір Євробаскету, організований ФІБА Європа.
Господарі турніру чотири країни: Кіпр, Латвія, Польща та Фінляндія. Чемпіонат відбудеться з 27 серпня по 14 вересня 2025 року.

## Вибір господаря
Шість країн подали окремі кандидатури на проведення Євробаскету 2025:
- Кіпр (Лімасол)
- Фінляндія (Тампере)
- Угорщина (Будапешт)
- Латвія (Рига)
- Росія (Перм)
- Україна (Київ, Львів або Дніпро)

28 березня 2022 року на засіданні Правління ФІБА Європа обрало Латвію, Кіпр і Фінляндію для проведення турніру, а Латвію, як господарку плей-оф. Україна мала бути четвертим господарем групового етапу. Через вторгнення Росії в Україну Польща стала четвертою країною-господаркою.

## Арени
Лімасол місто-господар турніру на Кіпрі. Рига приймає матчі у Латвії і вона повністю приймає матчі плей-оф. 6 березня 2023 року Тампере було оголошено приймаючим містом Фінляндії. 17 березня в Севільї, Катовиці було оголошено приймаючим містом для Польщі.
У червні 2023 року жеребкування визначило, яка група в якому місті буде проводити свої матчі. Тож Група A в Ризі, група B в Тампере, група C в Лімасолі і група D в Катовиці.
| Тампере                           | Тампере Лімасол Рига КатовиціЧемпіонат Європи з баскетболу 2025 (Європа) | Тампере Лімасол Рига КатовиціЧемпіонат Європи з баскетболу 2025 (Європа) |
| Нокіа Арена                       | Тампере Лімасол Рига КатовиціЧемпіонат Європи з баскетболу 2025 (Європа) | Тампере Лімасол Рига КатовиціЧемпіонат Європи з баскетболу 2025 (Європа) |
| Місткість: 13,455                 | Тампере Лімасол Рига КатовиціЧемпіонат Європи з баскетболу 2025 (Європа) | Тампере Лімасол Рига КатовиціЧемпіонат Європи з баскетболу 2025 (Європа) |
|                                   | Тампере Лімасол Рига КатовиціЧемпіонат Європи з баскетболу 2025 (Європа) | Тампере Лімасол Рига КатовиціЧемпіонат Європи з баскетболу 2025 (Європа) |
| Лімасол                           | Тампере Лімасол Рига КатовиціЧемпіонат Європи з баскетболу 2025 (Європа) | Тампере Лімасол Рига КатовиціЧемпіонат Європи з баскетболу 2025 (Європа) |
| Спортивний центр Спіроса Кіпріану | Тампере Лімасол Рига КатовиціЧемпіонат Європи з баскетболу 2025 (Європа) | Тампере Лімасол Рига КатовиціЧемпіонат Європи з баскетболу 2025 (Європа) |
| Місткість: 9,600                  | Тампере Лімасол Рига КатовиціЧемпіонат Європи з баскетболу 2025 (Європа) | Тампере Лімасол Рига КатовиціЧемпіонат Європи з баскетболу 2025 (Європа) |
|                                   | Тампере Лімасол Рига КатовиціЧемпіонат Європи з баскетболу 2025 (Європа) | Тампере Лімасол Рига КатовиціЧемпіонат Європи з баскетболу 2025 (Європа) |
| Рига                              | Катовиці                                                                 |                                                                          |
| Арена Рига                        | Сподек                                                                   |                                                                          |
| Місткість: 11,200                 | Місткість: 11,036                                                        |                                                                          |
|                                   |                                                                          |                                                                          |

## Маркетинг
Офіційний логотип було представлено 5 грудня 2023 року.

## Кваліфікація
Кваліфікація розпочалася в листопаді 2021 року, десять команд брали участь у попередніх кваліфікаціях, включаючи вісім команд, які вибули з Європейської попередньої кваліфікації чемпіонату світу 2023. Співгосподарі брали участь у кваліфікації, незважаючи на автоматичну кваліфікацію на Євробаскет-2025.

### Кваліфіковані команди
| Команда              | Спосіб відбору       | Дата відбору      | Уч       | Впр  | Вос  | Найвище місце на Євробаскеті      |
| -------------------- | -------------------- | ----------------- | -------- | ---- | ---- | --------------------------------- |
| Кіпр                 | Країна-господар      | 29 березня 2022   | 1 раз    | —    | —    | Дебют                             |
| Фінляндія            | Країна-господар      | 29 березня 2022   | 18 разів | 1939 | 2022 | 6-ме місце (1967)                 |
| Латвія               | Країна-господар      | 29 березня 2022   | 15 разів | 1935 | 2017 | Чемпіони (1935)                   |
| Польща               | Країна-господар      | 17 вересня 2022   | 30 разів | 1937 | 2022 | Фіналісти (1963)                  |
| Сербія               | Група G перша трійка | 24 листопада 2024 | 8 разів  | 2007 | 2022 | Фіналісти (2009, 2017)            |
| Литва                | Група H перша трійка | 24 листопада 2024 | 16 разів | 1937 | 2022 | Чемпіони (1937, 1939, 2003)       |
| Словенія             | Група А перша трійка | 25 листопада 2024 | 15 разів | 1993 | 2022 | Чемпіони (2017)                   |
| Ізраїль              | Група А перша трійка | 25 листопада 2024 | 31 раз   | 1953 | 2022 | Фіналісти (1979)                  |
| Туреччина            | Група B перша трійка | 25 листопада 2024 | 26 разів | 1949 | 2022 | Фіналісти (2001)                  |
| Італія               | Група B перша трійка | 25 листопада 2024 | 39 разів | 1935 | 2022 | Чемпіони (1983, 1999)             |
| Іспанія              | Група C перша трійка | 25 листопада 2024 | 33 рази  | 1935 | 2022 | Чемпіони (2009, 2011, 2015, 2022) |
| Бельгія              | Група C перша трійка | 20 лютого 2025    | 19 разів | 1947 | 2022 |                                   |
| Греція               | Група F перша трійка | 21 лютого 2025    | 29 разів | 1949 | 2022 | Чемпіони (1987, 2005)             |
| Грузія               | Група G перша двійка | 21 лютого 2025    | 6 разів  | 2011 | 2022 | 11-те місце (2011)                |
| Естонія              | Група H перша двійка | 21 лютого 2025    | 7 разів  | 1937 | 2022 | 4-те місце (1937, 1939)           |
| Велика Британія      | Група F перша трійка | 21 лютого 2025    | 6 разів  | 2009 | 2022 | 13-те місце (2009, 2011, 2013)    |
| Чехія                | Група F перша трійка | 21 лютого 2025    | 7 разів  | 1999 | 2022 | 7-ме місце (2015)                 |
| Франція              | Група E перша двійка | 21 лютого 2025    | 40 разів | 1935 | 2022 | Чемпіони (2013)                   |
| Боснія і Герцеговина | Група E перша двійка | 21 лютого 2025    | 11 разів | 1993 | 2022 | 8-ме місце (1993)                 |
| Португалія           | Група A перша трійка | 21 лютого 2025    | 4 рази   | 1951 | 2011 | 9-те місце (2007)                 |
| Німеччина            | Група D перша трійка | 23 лютого 2025    | 26 разів | 1951 | 2022 | Чемпіони (1993)                   |
| Чорногорія           | Група D перша трійка | 23 лютого 2025    | 5 разів  | 2011 | 2022 | 13-те місце (2017, 2022)          |
| Швеція               | Група D перша трійка | 23 лютого 2025    | 11 разів | 1953 | 2013 | 11-те місце (1995)                |
| Ісландія             | Група B перша трійка | 23 лютого 2025    | 3 рази   | 2015 | 2017 | 24-те місце (2015, 2017)          |

## Жеребкування
27 березня 2025 року жеребкування відбулося в Ризі, Латвія.
Кожен із чотирьох господарів отримав право обрати федерацію-партнера за комерційними та маркетинговими критеріями. Ці команди автоматично потраплять до тієї ж групи, що й обрана країна-партнер.
| Збірна    | Поз |
| --------- | --- |
| Сербія    | 2   |
| Німеччина | 3   |
| Франція   | 4   |
| Іспанія   | 5   |

| Збірна   | Поз |
| -------- | --- |
| Латвія   | 9   |
| Литва    | 10  |
| Словенія | 11  |
| Греція   | 13  |

| Збірна     | Поз |
| ---------- | --- |
| Італія     | 14  |
| Чорногорія | 16  |
| Польща     | 17  |
| Чехія      | 19  |

| Збірна    | Поз |
| --------- | --- |
| Фінляндія | 20  |
| Грузія    | 24  |
| Туреччина | 27  |
| Ізраїль   | 39  |

| Збірна               | Поз |
| -------------------- | --- |
| Бельгія              | 40  |
| Боснія і Герцеговина | 41  |
| Естонія              | 43  |
| Велика Британія      | 48  |

| Збірна     | Поз |
| ---------- | --- |
| Швеція     | 49  |
| Ісландія   | 50  |
| Португалія | 56  |
| Кіпр       | 85  |

## Груповий раунд

### Група А
Місто-господар Рига, Латвія.
| Поз | Команда    | І | В | П | ОЗ | ОП | РГ | О | Кваліфікація |
| --- | ---------- | - | - | - | -- | -- | -- | - | ------------ |
| 1   | Португалія | 0 | 0 | 0 | 0  | 0  | 0  | 0 | Плей-оф      |
| 2   | Естонія    | 0 | 0 | 0 | 0  | 0  | 0  | 0 | Плей-оф      |
| 3   | Латвія (H) | 0 | 0 | 0 | 0  | 0  | 0  | 0 | Плей-оф      |
| 4   | Туреччина  | 0 | 0 | 0 | 0  | 0  | 0  | 0 | Плей-оф      |
| 5   | Сербія     | 0 | 0 | 0 | 0  | 0  | 0  | 0 |              |
| 6   | Чехія      | 0 | 0 | 0 | 0  | 0  | 0  | 0 |              |

| № | Дата      | Час   | Гра        | Гра        | 1Ч    | 2Ч    | 3Ч    | 4Ч    | Овертайм | Рахунок |
| - | --------- | ----- | ---------- | ---------- | ----- | ----- | ----- | ----- | -------- | ------- |
| 1 | 27 серпня | 14:45 | Чехія      | Португалія | --:-- | --:-- | --:-- | --:-- | –        | --:--   |
| 1 | 27 серпня | 18:00 | Латвія     | Туреччина  | --:-- | --:-- | --:-- | --:-- | –        | --:--   |
| 1 | 27 серпня | 21:15 | Сербія     | Естонія    | --:-- | --:-- | --:-- | --:-- | –        | --:--   |
| 2 | 29 серпня | 14:45 | Туреччина  | Чехія      | --:-- | --:-- | --:-- | --:-- | –        | --:--   |
| 2 | 29 серпня | 18:00 | Естонія    | Латвія     | --:-- | --:-- | --:-- | --:-- | –        | --:--   |
| 2 | 29 серпня | 21:15 | Португалія | Сербія     | --:-- | --:-- | --:-- | --:-- | –        | --:--   |
| 3 | 30 серпня | 14:45 | Чехія      | Естонія    | --:-- | --:-- | --:-- | --:-- | –        | --:--   |
| 3 | 30 серпня | 18:00 | Латвія     | Сербія     | --:-- | --:-- | --:-- | --:-- | –        | --:--   |
| 3 | 30 серпня | 21:15 | Туреччина  | Португалія | --:-- | --:-- | --:-- | --:-- | –        | --:--   |
| 4 | 1 вересня | 14:45 | Естонія    | Туреччина  | --:-- | --:-- | --:-- | --:-- | –        | --:--   |
| 4 | 1 вересня | 18:00 | Португалія | Латвія     | --:-- | --:-- | --:-- | --:-- | –        | --:--   |
| 4 | 1 вересня | 21:15 | Сербія     | Чехія      | --:-- | --:-- | --:-- | --:-- | –        | --:--   |
| 5 | 3 вересня | 14:45 | Естонія    | Португалія | --:-- | --:-- | --:-- | --:-- | –        | --:--   |
| 5 | 3 вересня | 18:00 | Чехія      | Латвія     | --:-- | --:-- | --:-- | --:-- | –        | --:--   |
| 5 | 3 вересня | 21:15 | Туреччина  | Сербія     | --:-- | --:-- | --:-- | --:-- | –        | --:--   |

### Група В
Місто-господар Тампере, Фінляндія.
| Поз | Команда         | І | В | П | ОЗ | ОП | РГ | О | Кваліфікація |
| --- | --------------- | - | - | - | -- | -- | -- | - | ------------ |
| 1   | Німеччина       | 0 | 0 | 0 | 0  | 0  | 0  | 0 | Плей-оф      |
| 2   | Фінляндія (H)   | 0 | 0 | 0 | 0  | 0  | 0  | 0 | Плей-оф      |
| 3   | Велика Британія | 0 | 0 | 0 | 0  | 0  | 0  | 0 | Плей-оф      |
| 4   | Литва           | 0 | 0 | 0 | 0  | 0  | 0  | 0 | Плей-оф      |
| 5   | Швеція          | 0 | 0 | 0 | 0  | 0  | 0  | 0 |              |
| 6   | Чорногорія      | 0 | 0 | 0 | 0  | 0  | 0  | 0 |              |

| № | Дата      | Час   | Гра             | Гра             | 1Ч    | 2Ч    | 3Ч    | 4Ч    | Овертайм | Рахунок |
| - | --------- | ----- | --------------- | --------------- | ----- | ----- | ----- | ----- | -------- | ------- |
| 1 | 27 серпня | 13:30 | Велика Британія | Литва           | --:-- | --:-- | --:-- | --:-- | –        | --:--   |
| 1 | 27 серпня | 16:30 | Чорногорія      | Німеччина       | --:-- | --:-- | --:-- | --:-- | –        | --:--   |
| 1 | 27 серпня | 20:30 | Швеція          | Фінляндія       | --:-- | --:-- | --:-- | --:-- | –        | --:--   |
| 2 | 29 серпня | 13:30 | Німеччина       | Швеція          | --:-- | --:-- | --:-- | --:-- | –        | --:--   |
| 2 | 29 серпня | 16:30 | Фінляндія       | Велика Британія | --:-- | --:-- | --:-- | --:-- | –        | --:--   |
| 2 | 29 серпня | 20:30 | Литва           | Чорногорія      | --:-- | --:-- | --:-- | --:-- | –        | --:--   |
| 3 | 30 серпня | 13:30 | Литва           | Німеччина       | --:-- | --:-- | --:-- | --:-- | –        | --:--   |
| 3 | 30 серпня | 16:30 | Велика Британія | Швеція          | --:-- | --:-- | --:-- | --:-- | –        | --:--   |
| 3 | 30 серпня | 20:30 | Чорногорія      | Фінляндія       | --:-- | --:-- | --:-- | --:-- | –        | --:--   |
| 4 | 1 вересня | 13:30 | Швеція          | Чорногорія      | --:-- | --:-- | --:-- | --:-- | –        | --:--   |
| 4 | 1 вересня | 16:30 | Німеччина       | Велика Британія | --:-- | --:-- | --:-- | --:-- | –        | --:--   |
| 4 | 1 вересня | 20:30 | Фінляндія       | Литва           | --:-- | --:-- | --:-- | --:-- | –        | --:--   |
| 5 | 3 вересня | 13:30 | Чорногорія      | Велика Британія | --:-- | --:-- | --:-- | --:-- | –        | --:--   |
| 5 | 3 вересня | 16:30 | Литва           | Швеція          | --:-- | --:-- | --:-- | --:-- | –        | --:--   |
| 5 | 3 вересня | 20:30 | Фінляндія       | Німеччина       | --:-- | --:-- | --:-- | --:-- | –        | --:--   |

### Група С
Місто-господар Лімасол, Кіпр.
| Поз | Команда              | І | В | П | ОЗ | ОП | РГ | О | Кваліфікація |
| --- | -------------------- | - | - | - | -- | -- | -- | - | ------------ |
| 1   | Кіпр (H)             | 0 | 0 | 0 | 0  | 0  | 0  | 0 | Плей-оф      |
| 2   | Італія               | 0 | 0 | 0 | 0  | 0  | 0  | 0 | Плей-оф      |
| 3   | Грузія               | 0 | 0 | 0 | 0  | 0  | 0  | 0 | Плей-оф      |
| 4   | Іспанія              | 0 | 0 | 0 | 0  | 0  | 0  | 0 | Плей-оф      |
| 5   | Греція               | 0 | 0 | 0 | 0  | 0  | 0  | 0 |              |
| 6   | Боснія і Герцеговина | 0 | 0 | 0 | 0  | 0  | 0  | 0 |              |

| № | Дата      | Час   | Гра                  | Гра                  | 1Ч    | 2Ч    | 3Ч    | 4Ч    | Овертайм | Рахунок |
| - | --------- | ----- | -------------------- | -------------------- | ----- | ----- | ----- | ----- | -------- | ------- |
| 1 | 28 серпня | 15:00 | Грузія               | Іспанія              | --:-- | --:-- | --:-- | --:-- | –        | --:--   |
| 1 | 28 серпня | 18:15 | Боснія і Герцеговина | Кіпр                 | --:-- | --:-- | --:-- | --:-- | –        | --:--   |
| 1 | 28 серпня | 21:30 | Греція               | Італія               | --:-- | --:-- | --:-- | --:-- | –        | --:--   |
| 2 | 30 серпня | 15:00 | Італія               | Грузія               | --:-- | --:-- | --:-- | --:-- | –        | --:--   |
| 2 | 30 серпня | 18:15 | Кіпр                 | Греція               | --:-- | --:-- | --:-- | --:-- | –        | --:--   |
| 2 | 30 серпня | 21:30 | Іспанія              | Боснія і Герцеговина | --:-- | --:-- | --:-- | --:-- | –        | --:--   |
| 3 | 31 серпня | 15:00 | Грузія               | Греція               | --:-- | --:-- | --:-- | --:-- | –        | --:--   |
| 3 | 31 серпня | 18:15 | Іспанія              | Кіпр                 | --:-- | --:-- | --:-- | --:-- | –        | --:--   |
| 3 | 31 серпня | 21:30 | Боснія і Герцеговина | Італія               | --:-- | --:-- | --:-- | --:-- | –        | --:--   |
| 4 | 2 вересня | 15:00 | Греція               | Боснія і Герцеговина | --:-- | --:-- | --:-- | --:-- | –        | --:--   |
| 4 | 2 вересня | 18:15 | Кіпр                 | Грузія               | --:-- | --:-- | --:-- | --:-- | –        | --:--   |
| 4 | 2 вересня | 21:30 | Італія               | Іспанія              | --:-- | --:-- | --:-- | --:-- | –        | --:--   |
| 5 | 4 вересня | 15:00 | Боснія і Герцеговина | Грузія               | --:-- | --:-- | --:-- | --:-- | –        | --:--   |
| 5 | 4 вересня | 18:15 | Італія               | Кіпр                 | --:-- | --:-- | --:-- | --:-- | –        | --:--   |
| 5 | 4 вересня | 21:30 | Іспанія              | Греція               | --:-- | --:-- | --:-- | --:-- | –        | --:--   |

### Група D
Місто-господар Катовиці, Польща.
| Поз | Команда    | І | В | П | ОЗ | ОП | РГ | О | Кваліфікація |
| --- | ---------- | - | - | - | -- | -- | -- | - | ------------ |
| 1   | Ісландія   | 0 | 0 | 0 | 0  | 0  | 0  | 0 | Плей-оф      |
| 2   | Франція    | 0 | 0 | 0 | 0  | 0  | 0  | 0 | Плей-оф      |
| 3   | Словенія   | 0 | 0 | 0 | 0  | 0  | 0  | 0 | Плей-оф      |
| 4   | Польща (H) | 0 | 0 | 0 | 0  | 0  | 0  | 0 | Плей-оф      |
| 5   | Бельгія    | 0 | 0 | 0 | 0  | 0  | 0  | 0 |              |
| 6   | Ізраїль    | 0 | 0 | 0 | 0  | 0  | 0  | 0 |              |

| № | Дата      | Час   | Гра      | Гра      | 1Ч    | 2Ч    | 3Ч    | 4Ч    | Овертайм | Рахунок |
| - | --------- | ----- | -------- | -------- | ----- | ----- | ----- | ----- | -------- | ------- |
| 1 | 28 серпня | 14:00 | Ізраїль  | Ісландія | --:-- | --:-- | --:-- | --:-- | –        | --:--   |
| 1 | 28 серпня | 17:00 | Бельгія  | Франція  | --:-- | --:-- | --:-- | --:-- | –        | --:--   |
| 1 | 28 серпня | 20:30 | Словенія | Польща   | --:-- | --:-- | --:-- | --:-- | –        | --:--   |
| 2 | 30 серпня | 14:00 | Ісландія | Бельгія  | --:-- | --:-- | --:-- | --:-- | –        | --:--   |
| 2 | 30 серпня | 17:00 | Франція  | Словенія | --:-- | --:-- | --:-- | --:-- | –        | --:--   |
| 2 | 30 серпня | 20:30 | Польща   | Ізраїль  | --:-- | --:-- | --:-- | --:-- | –        | --:--   |
| 3 | 31 серпня | 14:00 | Словенія | Бельгія  | --:-- | --:-- | --:-- | --:-- | –        | --:--   |
| 3 | 31 серпня | 17:00 | Ізраїль  | Франція  | --:-- | --:-- | --:-- | --:-- | –        | --:--   |
| 3 | 31 серпня | 20:30 | Польща   | Ісландія | --:-- | --:-- | --:-- | --:-- | –        | --:--   |
| 4 | 2 вересня | 14:00 | Бельгія  | Ізраїль  | --:-- | --:-- | --:-- | --:-- | –        | --:--   |
| 4 | 2 вересня | 17:00 | Ісландія | Словенія | --:-- | --:-- | --:-- | --:-- | –        | --:--   |
| 4 | 2 вересня | 20:30 | Франція  | Польща   | --:-- | --:-- | --:-- | --:-- | –        | --:--   |
| 5 | 4 вересня | 14:00 | Франція  | Ісландія | --:-- | --:-- | --:-- | --:-- | –        | --:--   |
| 5 | 4 вересня | 17:00 | Ізраїль  | Словенія | --:-- | --:-- | --:-- | --:-- | –        | --:--   |
| 5 | 4 вересня | 20:30 | Польща   | Бельгія  | --:-- | --:-- | --:-- | --:-- | –        | --:--   |

## Плей-оф
Місто-господар Рига, Латвія.
|  | 1/8 фіналу | 1/8 фіналу |            |  | Чвертьфінали        | Чвертьфінали |  |  | Півфінали | Півфінали |  |  | Фінал | Фінал |
|  |            |            |            |  |                     |              |  |  |           |           |  |  |       |       |
|  | 6 вересня  |            |            |  |                     |              |  |  |           |           |  |  |       |       |
|  |            |            |            |  |                     |              |  |  |           |           |  |  |       |       |
|  |            |            |            |  |                     |              |  |  |           |           |  |  |       |       |
|  | 9 вересня  |            |            |  |                     |              |  |  |           |           |  |  |       |       |
|  |            |            |            |  |                     |              |  |  |           |           |  |  |       |       |
|  |            |            |            |  |                     |              |  |  |           |           |  |  |       |       |
|  | 7 вересня  |            |            |  |                     |              |  |  |           |           |  |  |       |       |
|  |            |            |            |  |                     |              |  |  |           |           |  |  |       |       |
|  |            |            |            |  |                     |              |  |  |           |           |  |  |       |       |
|  |            |            | 12 вересня |  |                     |              |  |  |           |           |  |  |       |       |
|  |            |            |            |  |                     |              |  |  |           |           |  |  |       |       |
|  |            |            |            |  |                     |              |  |  |           |           |  |  |       |       |
|  | 6 вересня  |            |            |  |                     |              |  |  |           |           |  |  |       |       |
|  |            |            |            |  |                     |              |  |  |           |           |  |  |       |       |
|  |            |            |            |  |                     |              |  |  |           |           |  |  |       |       |
|  | 9 вересня  |            |            |  |                     |              |  |  |           |           |  |  |       |       |
|  |            |            |            |  |                     |              |  |  |           |           |  |  |       |       |
|  |            |            |            |  |                     |              |  |  |           |           |  |  |       |       |
|  | 7 вересня  |            |            |  |                     |              |  |  |           |           |  |  |       |       |
|  |            |            |            |  |                     |              |  |  |           |           |  |  |       |       |
|  |            |            |            |  |                     |              |  |  |           |           |  |  |       |       |
|  |            |            | 14 вересня |  |                     |              |  |  |           |           |  |  |       |       |
|  |            |            |            |  |                     |              |  |  |           |           |  |  |       |       |
|  |            |            |            |  |                     |              |  |  |           |           |  |  |       |       |
|  | 6 вересня  |            |            |  |                     |              |  |  |           |           |  |  |       |       |
|  |            |            |            |  |                     |              |  |  |           |           |  |  |       |       |
|  |            |            |            |  |                     |              |  |  |           |           |  |  |       |       |
|  | 10 вересня |            |            |  |                     |              |  |  |           |           |  |  |       |       |
|  |            |            |            |  |                     |              |  |  |           |           |  |  |       |       |
|  |            |            |            |  |                     |              |  |  |           |           |  |  |       |       |
|  | 7 вересня  |            |            |  |                     |              |  |  |           |           |  |  |       |       |
|  |            |            |            |  |                     |              |  |  |           |           |  |  |       |       |
|  |            |            |            |  |                     |              |  |  |           |           |  |  |       |       |
|  |            |            | 12 вересня |  |                     |              |  |  |           |           |  |  |       |       |
|  |            |            |            |  |                     |              |  |  |           |           |  |  |       |       |
|  |            |            |            |  |                     |              |  |  |           |           |  |  |       |       |
|  | 6 вересня  |            |            |  |                     |              |  |  |           |           |  |  |       |       |
|  |            |            |            |  | Матч за третє місце |              |  |  |           |           |  |  |       |       |
|  |            |            |            |  |                     |              |  |  |           |           |  |  |       |       |
|  | 10 вересня | 10 вересня |            |  | 14 вересня          | 14 вересня   |  |  |           |           |  |  |       |       |
|  | 10 вересня | 10 вересня |            |  | 14 вересня          | 14 вересня   |  |  |           |           |  |  |       |       |
|  |            |            |            |  |                     |              |  |  |           |           |  |  |       |       |
|  | 7 вересня  |            |            |  |                     |              |  |  |           |           |  |  |       |       |
|  |            |            |            |  |                     |              |  |  |           |           |  |  |       |       |
|  |            |            |            |  |                     |              |  |  |           |           |  |  |       |       |
|  |            |            |            |  |                     |              |  |  |           |           |  |  |       |       |
|  |            |            |            |  |                     |              |  |  |           |           |  |  |       |       |
|  |            |            |            |  |                     |              |  |  |           |           |  |  |       |       |

### 1/8 фіналу
| №   | Дата      | Час   | Гра | Гра | 1Ч    | 2Ч    | 3Ч    | 4Ч    | Овертайм | Рахунок |
| --- | --------- | ----- | --- | --- | ----- | ----- | ----- | ----- | -------- | ------- |
| 1/8 | 6 вересня | --:-- | B2  | A3  | --:-- | --:-- | --:-- | --:-- | –        | --:--   |
| 1/8 | 6 вересня | --:-- | A1  | B4  | --:-- | --:-- | --:-- | --:-- | –        | --:--   |
| 1/8 | 6 вересня | --:-- | B1  | A4  | --:-- | --:-- | --:-- | --:-- | –        | --:--   |
| 1/8 | 6 вересня | --:-- | A2  | B3  | --:-- | --:-- | --:-- | --:-- | –        | --:--   |
| 1/8 | 7 вересня | --:-- | C1  | D4  | --:-- | --:-- | --:-- | --:-- | –        | --:--   |
| 1/8 | 7 вересня | --:-- | D2  | C3  | --:-- | --:-- | --:-- | --:-- | –        | --:--   |
| 1/8 | 7 вересня | --:-- | C2  | D3  | --:-- | --:-- | --:-- | --:-- | –        | --:--   |
| 1/8 | 7 вересня | --:-- | D1  | C4  | --:-- | --:-- | --:-- | --:-- | –        | --:--   |

### Чвертьфінали
| №  | Дата       | Час   | Гра  | Гра  | 1Ч    | 2Ч    | 3Ч    | 4Ч    | Овертайм | Рахунок |
| -- | ---------- | ----- | ---- | ---- | ----- | ----- | ----- | ----- | -------- | ------- |
| ЧФ | 9 вересня  | --:-- | ЧФ 1 | ЧФ 2 | --:-- | --:-- | --:-- | --:-- | –        | --:--   |
| ЧФ | 9 вересня  | --:-- | ЧФ 3 | ЧФ 4 | --:-- | --:-- | --:-- | --:-- | –        | --:--   |
| ЧФ | 10 вересня | --:-- | ЧФ 5 | ЧФ 6 | --:-- | --:-- | --:-- | --:-- | –        | --:--   |
| ЧФ | 10 вересня | --:-- | ЧФ 7 | ЧФ 8 | --:-- | --:-- | --:-- | --:-- | –        | --:--   |

### Півфінали
| №  | Дата       | Час   | Гра  | Гра  | 1Ч    | 2Ч    | 3Ч    | 4Ч    | Овертайм | Рахунок |
| -- | ---------- | ----- | ---- | ---- | ----- | ----- | ----- | ----- | -------- | ------- |
| ПВ | 12 вересня | --:-- | ПВ 1 | ПВ 2 | --:-- | --:-- | --:-- | --:-- | –        | --:--   |
| ПВ | 12 вересня | --:-- | ПВ 3 | ПВ 4 | --:-- | --:-- | --:-- | --:-- | –        | --:--   |

### Матч за третє місце
| №  | Дата       | Час   | Гра  | Гра  | 1Ч    | 2Ч    | 3Ч    | 4Ч    | Овертайм | Рахунок |
| -- | ---------- | ----- | ---- | ---- | ----- | ----- | ----- | ----- | -------- | ------- |
| М3 | 14 вересня | --:-- | ПВ 1 | ПВ 2 | --:-- | --:-- | --:-- | --:-- | –        | --:--   |

### Фінал
| № | Дата       | Час   | Гра  | Гра  | 1Ч    | 2Ч    | 3Ч    | 4Ч    | Овертайм | Рахунок |
| - | ---------- | ----- | ---- | ---- | ----- | ----- | ----- | ----- | -------- | ------- |
| Ф | 14 вересня | --:-- | ПВ 1 | ПВ 2 | --:-- | --:-- | --:-- | --:-- | –        | --:--   |